# خوان كارلوس باجينا
خوان كارلوس باجينا (بالإسبانية: Juan Carlos Báguena)‏ مواليد 7 يناير 1967 في برشلونة، هو لاعب كرة مضرب إسباني سابق وكان يلعب باليد اليمنى. أعلى تصنيف له في الفردي كان المركز الـ 206 في سنة 1990. أعلى تصنيف له في الزوجي كان المركز الـ 107 في سنة 1991.

## النهائيات

### الزوجي: 2 (1–1)
| الحصيلة | الرقم | السنة | الدورة           | الأرضية | الشريك       | المنافس في النهائي         | النتيجة في النهائي |
| ------- | ----- | ----- | ---------------- | ------- | ------------ | -------------------------- | ------------------ |
| الفوز   | 1.    | 1990  | مدريد, إسبانيا   | ترابية  | عمر كمبورس   | أندريس غوميز خافيير سانشيز | 6–4, 3–6, 6–3      |
| الوصافة | 2.    | 1991  | فلورنسا, إيطاليا | ترابية  | كارلوس كوستا | أولا جونسون ماغنوس لارسون  | 6–3, 1–6, 1–6      |

## روابط خارجية
- خوان كارلوس باجينا على موقع رابطة محترفي التنس (الإنجليزية)
- خوان كارلوس باجينا على موقع الاتحاد الدولي لكرة المضرب (الإنجليزية)
- خوان كارلوس باجينا على موقع خلاصة التنس.كوم (الإنجليزية)